# 思维规律
思維規律（英語：Law of thought），又稱思考規律，是邏輯的公理基礎，由亚里士多德提出。

## 传统三大规律
伯特兰·罗素在他的著作《哲学问题》(1912)中确立了三个思维规律:
- 同一律；
- 无矛盾律；
- 排中律；

一般而言在欧陆理性主义的方法中，它们被明确的假定并且是毋庸质疑的公理。
它们都归功于亚里士多德，并遭受了众多非议和分析(分别关于决定论和外延性)。在一定意义上，这标志了在十九世纪特别是戈特洛布·弗雷格(他受到这些公式的巨大影响)之后在逻辑学中发生的事情。这种规律被假定为是基本的，有教育学价值的，而不是挑战于智力。这种态度只在二十世纪早期被放弃过一段时间，这可以在伯特兰·罗素 1911 年的著作中对它们的暗示中看出来。
思维规律在德国思想中特别有影响；在法国《逻辑》的释义力图驱散它们的神秘性。黑格尔在整理他自己的逻辑学的时候争论了不可分者同一性原理 — 但作为当前的事情而不是一个过时的问题。
乔治·布尔在 1854 年关于逻辑学的论文的标题，《思维规律的研究》指示了一个新鲜的起点。这些规律现在是布尔逻辑的一部分；列表的前两个被归结为说明有两个且只有两个真值。第二对在代数层次上被忽略了，而缺席于二阶逻辑。

## 叔本华

### 四定律
德国哲学家莱布尼茨提出充足理由律。德国哲学家亚瑟·叔本华在1813年发表的博士论文《论充足理由律的四重根》中进一步阐述。阿图尔·叔本华将充足理由律和矛盾律、同一律、排中律并列，把它看成经典逻辑的第四个思维规律公理， 确立如下四个思维规律:
- 同一律
- 排中律
- 无矛盾律
- 充足理由律